# Oye-Plage
Oye-Plage (coneguda com a Ooie en neerlandès i com a Villa-Oya durant l'ocupació espanyola) és un municipi francès situat al departament del Pas de Calais i a la regió dels Alts de França. L'any 1999 tenia 5.882 habitants. És el municipi més extens de tot el departament.

## Situació
Oye-Plage es troba a l'extrem nord-oriental del Pas de Calais, cosa que en fa una localitat fronterera amb el departament veí de Nord. Es troba en una vasta plana, entre les ciutats de Calais i Gravelines.
Oye-Plage gaudeix d'una posició privilegiada. A més de trobar-se molt a prop de Bèlgica, els Països Baixos i el Regne Unit, està molt ben comunicada gràcies a les importants autopistes A16, A25 i A26, pròximes a la ciutat.

## Administració
Oye-Plage forma part del cantó d'Audruicq (Ouderwijk), que al seu torn forma part del districte de Saint-Omer. L'alcalde de la ciutat és Olivier Majewicz (2008-2026).

## Història
Oye-Plage apareix per primera vegada a la història amb l'arribada dels normands l'any 879, que s'hi establiren per preparar llur invasió de Morinie. En aquell temps, Oye-Plage era una illa que quedava separada de la terra ferma quan pujava la marea.
Amb l'arribada dels temps feudals, Oye-Plage va pertànyer al comte de Boulogne fins al 1259 i al comte d'Artois fins al 1346. Des d'aleshores fins al 1558, va esdevenir una possessió anglesa, i a partir d'aleshores va tornar a domini francès. La torre de l'església actual, restaurada el 1953, és un dels vestigis de l'ocupació anglesa.
El 6 de juliol de 1439 va tenir lloc a l'antic castell de Oye-Plage una conferència entre anglesos i francesos amb l'objectiu de trobar un final a la Guerra dels Cent Anys. Aquesta reunió no tingué èxit i el conflicte s'allargà fins al 1453.

## Llocs i monuments
- La Tour Penchée (La Torre Inclinada): Es tracta d'una blockhaus construïda amb forma de campanar, bastida pels alemanys durant la Segona Guerra Mundial amb l'objectiu d'enganyar els aviadors anglesos que venien a bombardejar les línies alemanyes; aquest fals campanar podia confondre's amb el de la ciutat, uns quants quilòmetres més al sud. Després de la fi de la guerra, es va intentar enderrocar aquest edifici per mitjà d'explosius, però no es va aconseguir fer-ho. Després d'aquestes temptatives, la torre va quedar inclinada en un angle d'uns 20º, cosa que li dona el seu nom.
- La reserva ornitològica: Una gran part de les dunes de la platja és una zona protegida. La reserva pot ser visitada amb guia o sense.
- La platja, que mesura uns 9 quilòmetres de longitud.

## Esports
La ciutat compta amb equips de fins a catorze esports diferents, amb l'associació atlètica de Oye-Plage j'y cours i l'associació de gimnàstica GRS Oye-Plage com a representants més importants de l'esport de Oye-Plage. L'esdeveniment esportiu més important és una cursa a peu organitzada cada any al mes de març.

## Agermanaments
Oye-Plage està agermanada amb el poble anglès de Capel le Ferne, al comtat de Kent, des de l'any 1992. Actualment s'està treballant en un segon agermanament amb una ciutat espanyola.